# 特鲁瓦皮
特鲁瓦皮（法語：Trois-Puits，法語發音：[tʁwa pɥi]，意为“三井”）是法国马恩省的一个市镇，位于该省西北部，兰斯市区东南，属于兰斯区。

## 地理
特鲁瓦皮（49°12'23"N, 4°2'22"E）面积2.14 平方千米，位于法国大東部大區马恩省，该省份为法国东北部内陆省份，北起阿登省，西北接埃纳省，西南接塞纳-马恩省，南至奥布省，东南接上马恩省，东临默兹省。
与特鲁瓦皮接壤的市镇（或旧市镇、城区）包括：科尔蒙特勒伊、尚弗勒里、蒙布雷、兰斯、泰西。
特鲁瓦皮的时区为UTC+01:00、UTC+02:00（夏令时）。

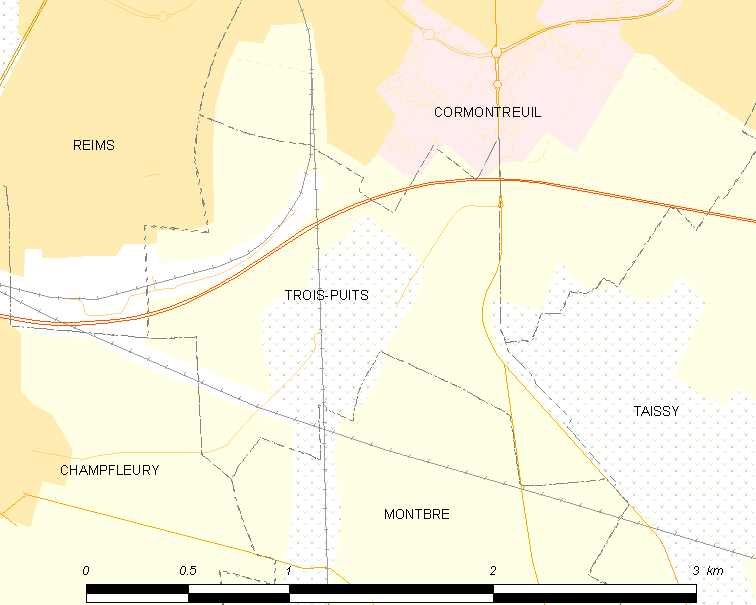
特鲁瓦皮的OSM定位图

## 行政
特鲁瓦皮的邮政编码为51500，INSEE市镇编码为51584。

## 政治
特鲁瓦皮所属的省级选区为兰斯第八县。

## 交通
特鲁瓦皮站是兰斯—埃佩尔奈铁路线上的一个车站。

## 人口

1962-2008年间特鲁瓦皮人口变化图示

特鲁瓦皮于2022年1月1日时的人口数量为159人。